# Скала-Коэли
Скала-Коэли (итал. Scala Coeli) — коммуна в Италии, располагается в регионе Калабрия, подчиняется административному центру Козенца.
Население составляет 1389 человек, плотность населения составляет 21 чел./км². Занимает площадь 67 км². Почтовый индекс — 87060. Телефонный код — 0983.
Покровительницей коммуны почитается Пресвятая Богородица, празднование 16 июля.